# Шанай
Шана́й (бур. Шанаа) — улус в Тункинском районе Бурятии. Входит в сельское поселение «Зун-Мурино».

## География
Расположен на левом берегу реки Зун-Мурэн в 3,5 км (по автодороге Борбоо Наран) к северо-западу от центральной части посёлка Зун-Мурино, в 2 км севернее Тункинского тракта — федеральной автодороги А333.

## Население
| 2002 | 2010 |
| ---- | ---- |
| 315  | ↘303 |

## Инфраструктура
Начальная школа-детский сад.